# Groupe Latecoere
Pour les articles homonymes, voir Latécoère et Pierre-Georges Latécoère.
Le Groupe Latecoere est une entreprise spécialisée dans la fourniture d'équipements aéronautiques pour les grands avionneurs mondiaux dont Airbus, Boeing, Dassault Aviation, Embraer et Lockheed Martin.
Pierre-Georges Latécoère fonde le Groupe Latécoère en 1917. Dans la première moitié du XXe siècle, l'entreprise est connue en tant que fondatrice de la future compagnie Aéropostale ainsi que pour ses hydravions transatlantiques. Le groupe se diversifie dans les missiles pour la Marine nationale française et dans la sous-traitance de pièces aéronautiques.

## Histoire

### Débuts en tant qu'avionneur

#### Reprise de l'entreprise familiale

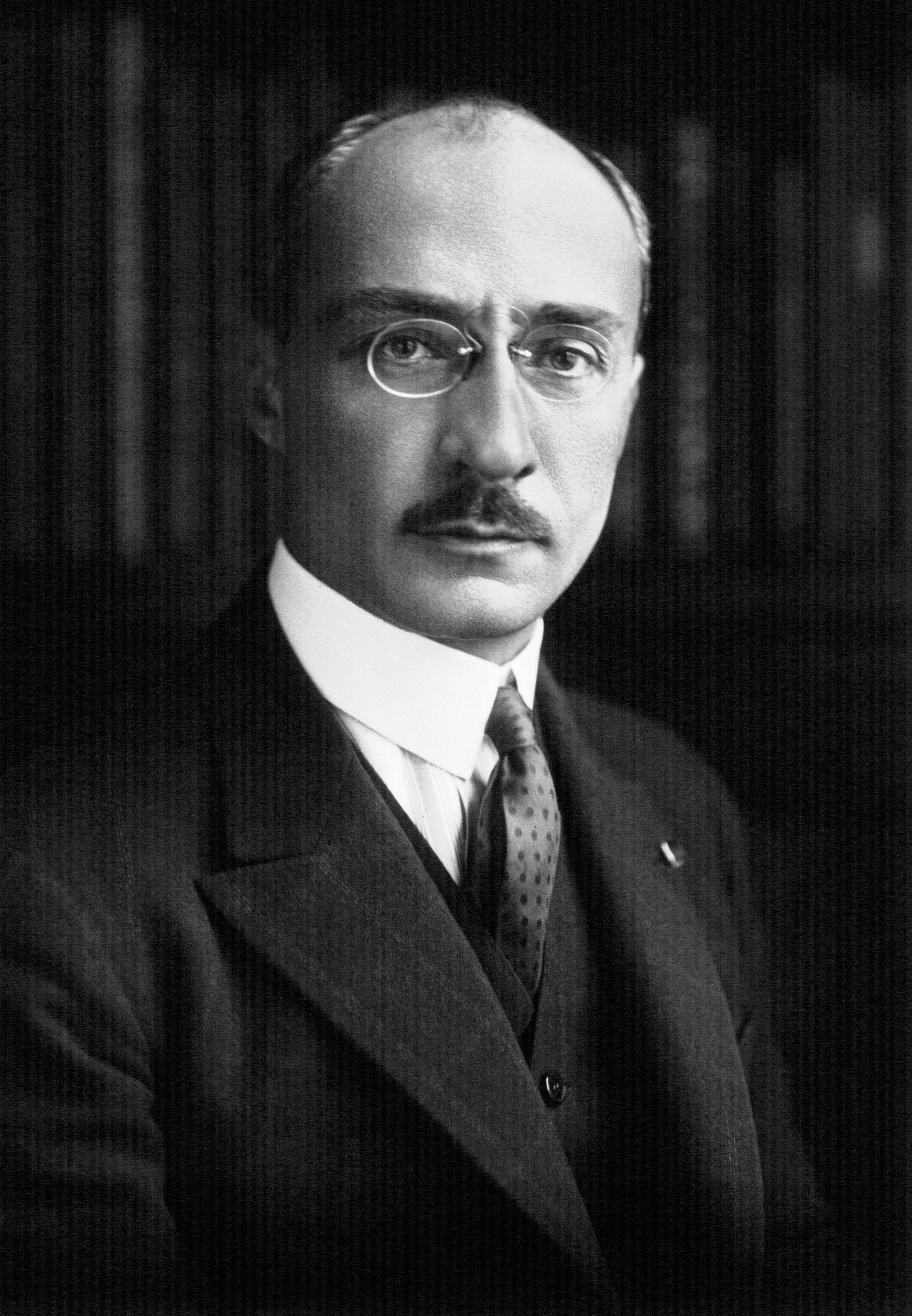
Pierre-Georges Latécoère en 1925.

À la mort de son père en 1905, Pierre-Georges Latécoère reprend l'entreprise familiale qui exerce dans plusieurs secteurs d'activités (boiseries, électricité, hôtellerie),. Il l'oriente vers la construction ferroviaire, et en 1911, l'entreprise obtient un contrat pour la livraison de 1 500 wagons pour la Compagnie du Midi,.

#### Fournisseur d'avions de guerre durant la Première Guerre mondiale

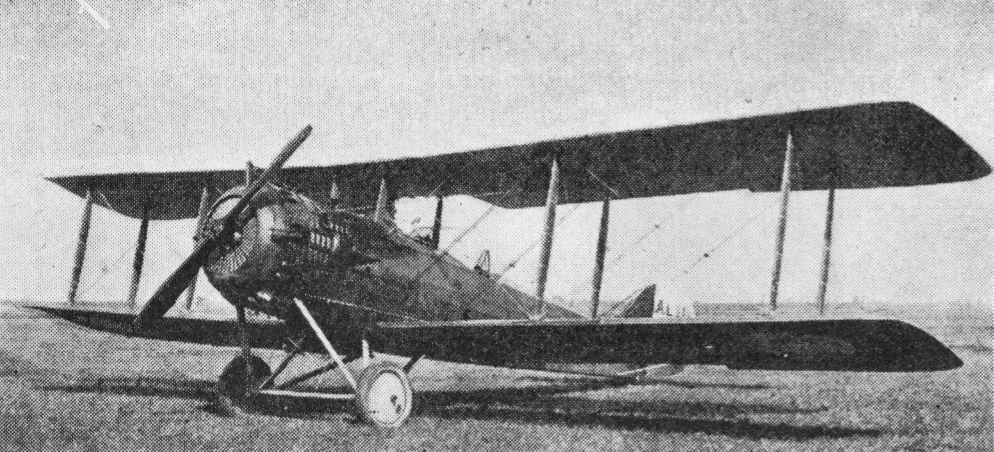
Salmson 2A2 - Vol inaugural de l'Aéropostale.

Pendant la Première Guerre mondiale, l'entreprise fabrique des obus, et, en 1917, elle est renommée Société industrielle d'aviation Latécoère et devient un fabricant d'avions de guerre en tant que sous-traitant,,. Alors dirigée par Émile Dewoitine et aidée de Marcel Moine, l'entreprise fabrique mille avions Salmson 2A2, dont le premier décolle le 5 mai 1918,. Huit cents appareils sont construits avant la fin de la  guerre dans l'usine de Montaudran. Le conflit terminé, une centaine d'avions de guerre subsistent sur les chaînes d'assemblage.

#### Fabricant d'avions et créateur de la future Aéropostale avant sa vente
En 1918, Pierre-Georges Latécoère souhaite créer des liaisons postales aériennes entre Toulouse et le Maroc et le Sénégal et l’Amérique du Sud,,. Le 11 novembre 1918, le stock d'avions de guerre restant est converti en avions civils de transport de courriers puis Pierre-Georges Latécoère fonde la Compagnie Espagne-Maroc-Algérie (CEMA) avec l'aide de Beppo de Massimi,,. En 1921, la CEMA change de nom pour la Compagnie générale d'entreprises aéronautiques (CGEA), aussi nommée Lignes aériennes Latécoère.
En 1922, près de 1 500 000 lettres et 920 passagers empruntent la ligne. La compagnie est leader mondial avec 3 000 kilomètres de réseau, 75 avions, 22 pilotes et 120 mécaniciens. L’activité est intitulée SIDAL (Société industrielle d’aviation).
En 1925, l'entreprise transporte presque 50 fois plus de kilos de colis qu'en 1920, mais rencontre des difficultés financières,,.

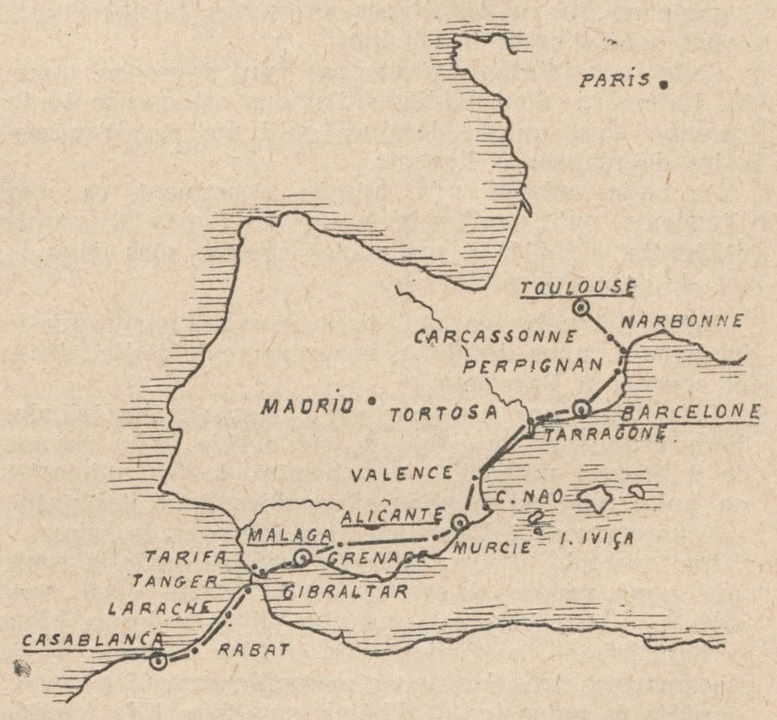
Carte itinéraire de la ligne aérienne Toulouse-Casablanca.

En 1926, Latécoère fabrique ses propres avions, sous la direction de l'ingénieur Marcel Moine et produit également ses premiers hydravions,.
En 1927, Pierre-Georges Latécoère, qui préfère refuser « tout financement externe », vend pour un montant de 30 millions de francs or une partie de sa société : la compagnie de lignes aériennes CGEA. Elle parcourt Toulouse, l’Espagne, l’Algérie, le Maroc, la Mauritanie, le Sénégal et le Brésil. Le courrier passe avec une régularité atteignant les 99 %. Marcel Bouilloux-Lafont, le nouveau propriétaire, la rebaptise Compagnie générale aéropostale (CGA) et développe son réseau en Amérique du Sud. Et c’est notamment sur les actifs de cette compagnie qu’Air France nait en 1933 à la suite des effets de la crise de 1929,,.

#### Développement des hydravions transatlantiques
L'entreprise se concentre ensuite sur la production d’avions et d’hydravions au sein de la SIDAL. En 1930, c’est sur le Laté 28 que Jean Mermoz effectue la première traversée commerciale de l’Atlantique Sud, entre Saint-Louis (Sénégal) et Natal (Brésil). Réputés pour leurs qualités de vol, leur fiabilité et leur robustesse[réf. nécessaire], les Laté 28 sont fabriqués à une cinquantaine d’exemplaires.

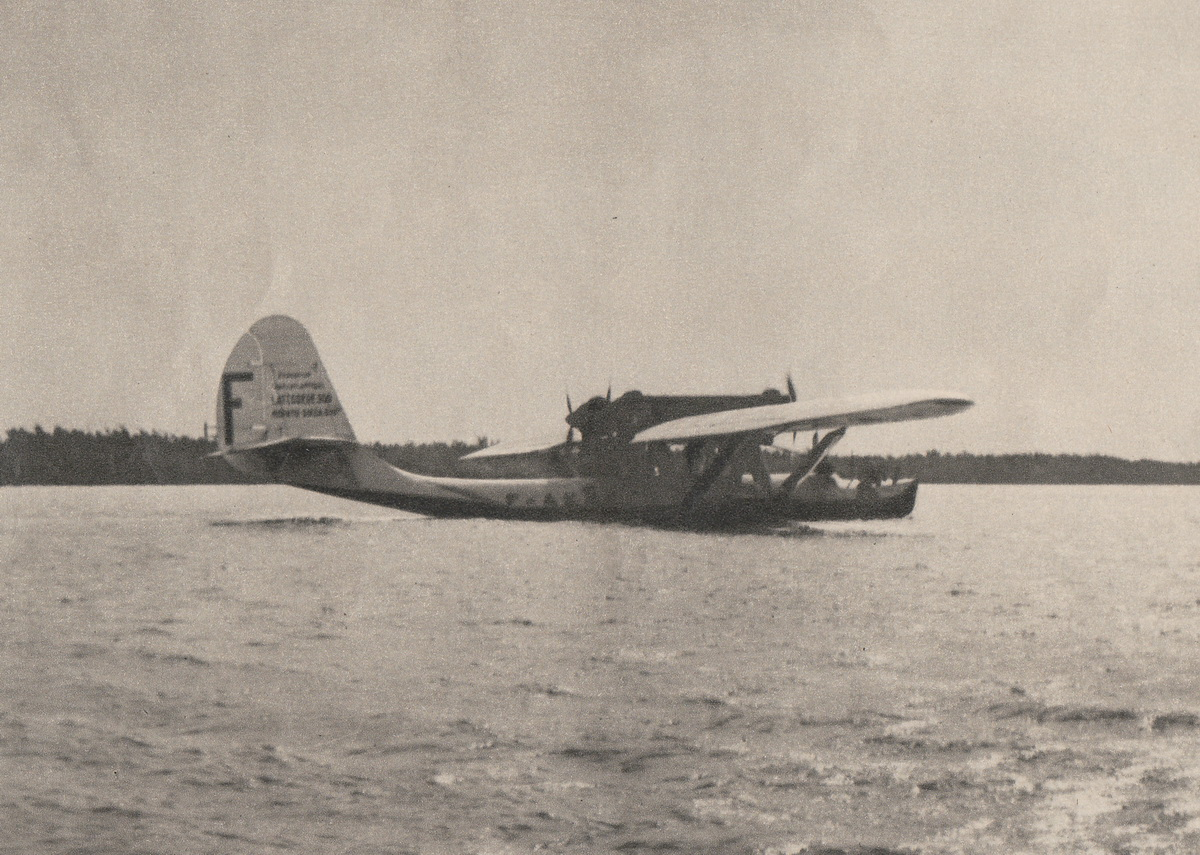
Le Laté 300 Croix-du-Sud au mouillage à Natal le 31 juillet 1934.

En 1934, Air France est équipée d’un Laté 300 pour le tronçon maritime France - Amérique du Sud (près de 19 heures de traversée entre Saint-Louis et Natal) : le Croix-du-Sud, hydravion quadrimoteur de 45 mètres, est capable de parcourir 4 800 kilomètres. La doctrine de la compagnie nationale consiste alors à faire voler des avions à roulettes sur les terres et des hydravions au-dessus des mers.
En 1935, c’est au tour du Latécoère 521, baptisé Lieutenant de vaisseau Paris, d’entrer en service. Son rayon d’action est pratiquement de 6 300 kilomètres. Il conquiert le Ruban bleu de l’Atlantique Nord en près de 28 h 30 min de vol entre Port-Washington et Biscarrosse en 1939. Lors de ce vol, Henri Guillaumet est le chef de bord et le premier pilote.
En 1936, la quasi-totalité de l’industrie aéronautique est nationalisée et regroupée en 1937 au sein de six entreprises. Pierre-Georges Latécoère refuse que sa société en fasse partie,. Il s'oppose à ses employés sur ce sujet qui le considèrent comme « intransigeant et souvent autoritaire » selon l'historien Jean-Marc Olivier. Entre 1936 et 1938, plusieurs grèves éclatent dans les usines de l'entreprise,. Finalement en 1938, Latécoère s'allie avec Breguet Aviation au sein d'une coentreprise[réf. souhaitée].

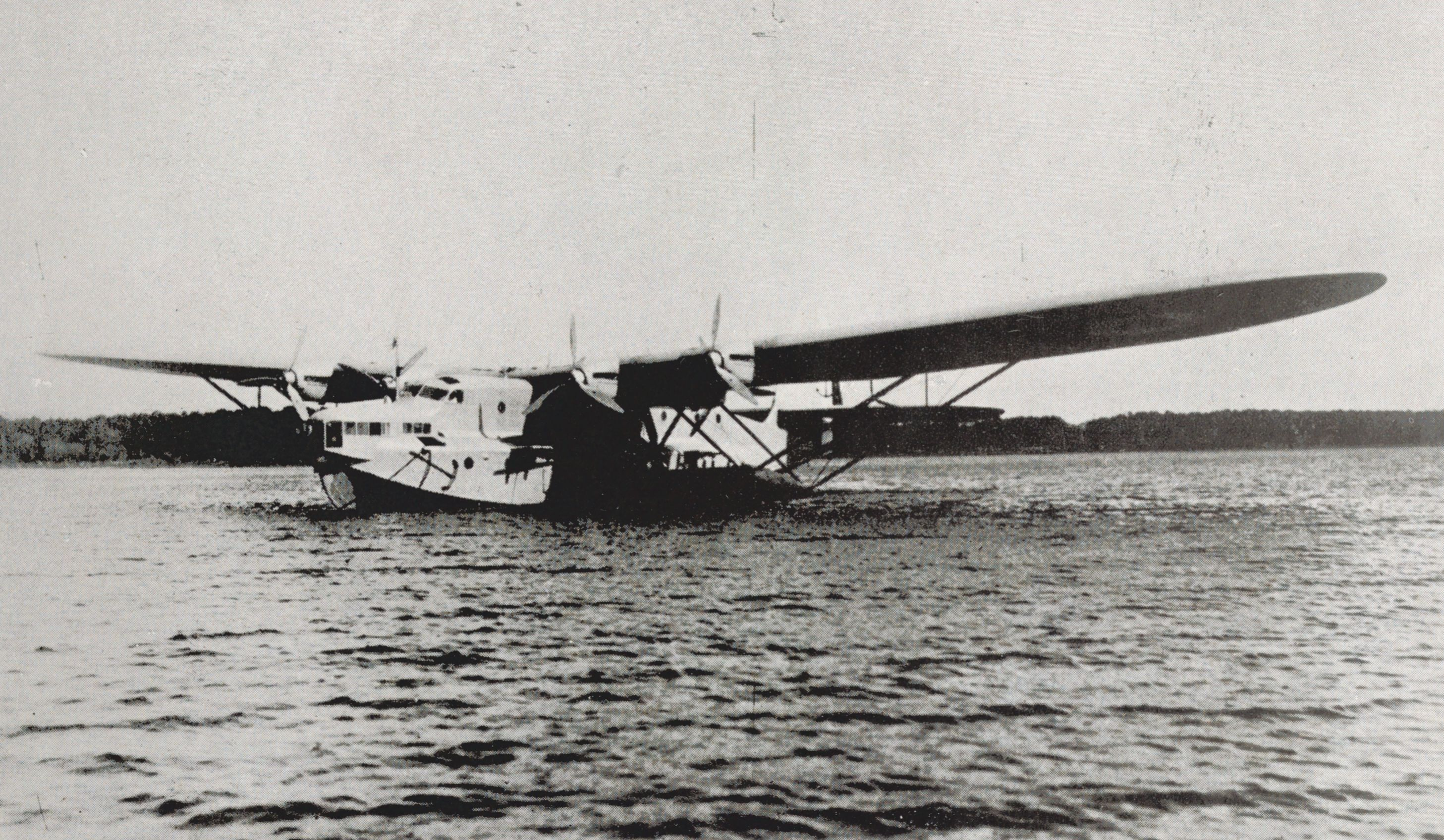
Latécoère 522 Ville-de-Saint-Pierre en 1939.

En 1939, Pierre-Georges Latécoère vend les sites de Toulouse-Montaudran, Anglet et Biscarrosse à Louis Breguet. Une nouvelle usine voit le jour dans la rue de Périole à Toulouse. Y est fabriqué l’hexamoteur Laté 631 surnommé « le paquebot des airs », capable de parcourir 6 000 kilomètres avec environ cinquante passagers.
Pierre-Georges Latécoère décède en 1943. Latécoère est nationalisée d'octobre 1945 à mars 1948, car en France ses hydravions sont les seuls à pouvoir effectuer des vols transatlantiques,,. Sur les dix Laté 631 produits, quatre sont exploités par Air France,,.
Le « plus gros hydravion de l'époque », le Laté 631, qui pèse près de 75 tonnes,, subit des accidents et est concurrencé techniquement par d'autres avions qui ne sont pas des hydravions,,,,. Il ne reste en service que jusqu’aux années 1950,. La fabrication d'hydravions est arrêtée en 1950 et les usines Latécoère risquent de fermer,.

### Diversification en tant qu'équipementier

#### Fabricant de missiles sous-marins pour la Marine nationale et de pièces aéronautiques
À partir de la fin des années 1940, Latécoère participe à la production de l'avion de ligne Armagnac.
Au cours des années 1950, l'entreprise Latécoère ajoute à sa production des engins spéciaux pour la Marine nationale. Elle produit notamment les premiers missiles anti-surface français, les Malaface dont une version aurait pu être lancée à partir d’un sous-marin,.

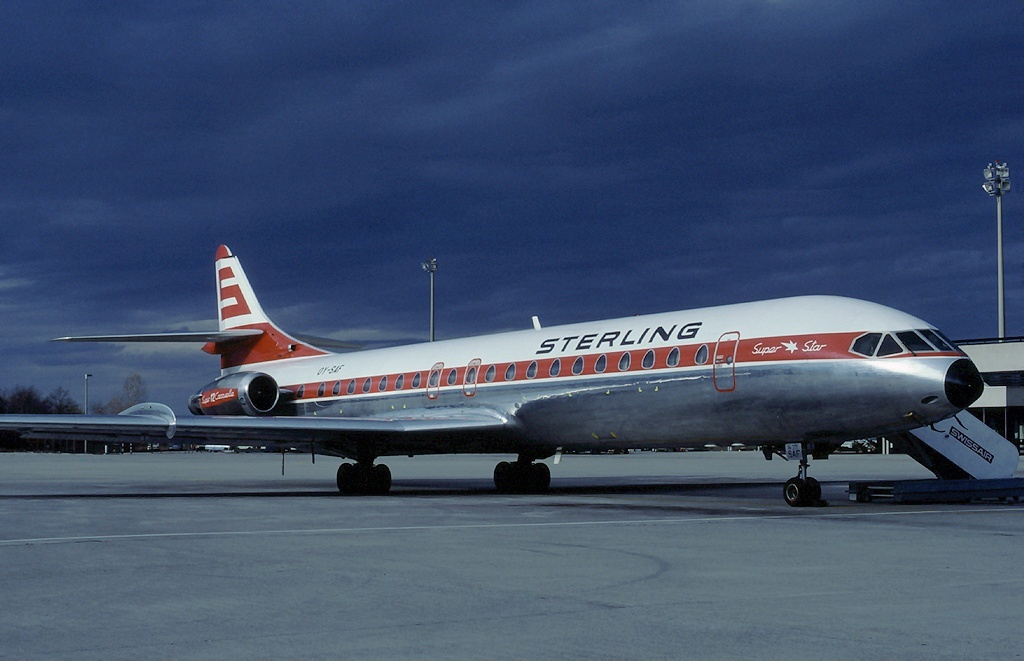
Exemple de Caravelle.

Durant la même période, elle participe activement pour Sud-Aviation au programme Caravelle,.
L'entreprise invente également la centrifugeuse humaine et la « catapulte 768 » à Toulouse. En 1961, Pierre-Jean Latécoère, le fils de Pierre-Georges devient le dirigeant de l'entreprise.

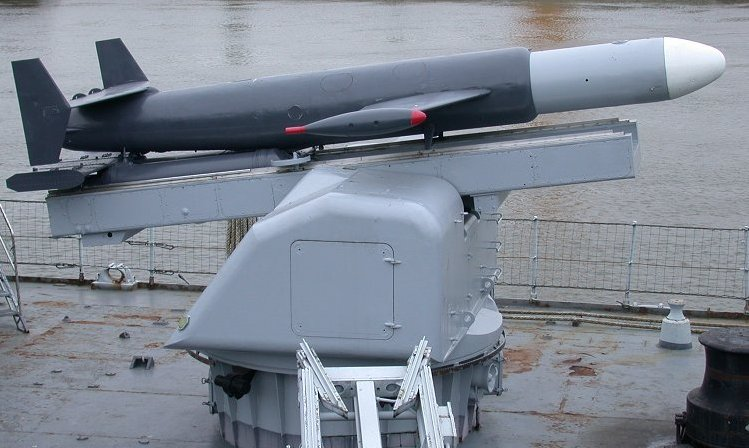
Missile Malafon.

En 1962, elle crée une fusée postale puis en 1966, Latécoère fabrique le missile anti-sous-marin Malafon.
À la fin des années 1960, la production d'avions Caravelle ralentit.
Au milieu des années 1970, le Groupe Latécoère est principalement un sous-traitant pour la Société nationale industrielle aérospatiale, Dassault-Breguet et le ministère de la Défense. En 1977, la moitié des 871 employés sont licenciés,.
Ensuite, vient la fabrication des parties du chasseur franco-britannique Jaguar et de l’Étendard de Dassault[réf. nécessaire].

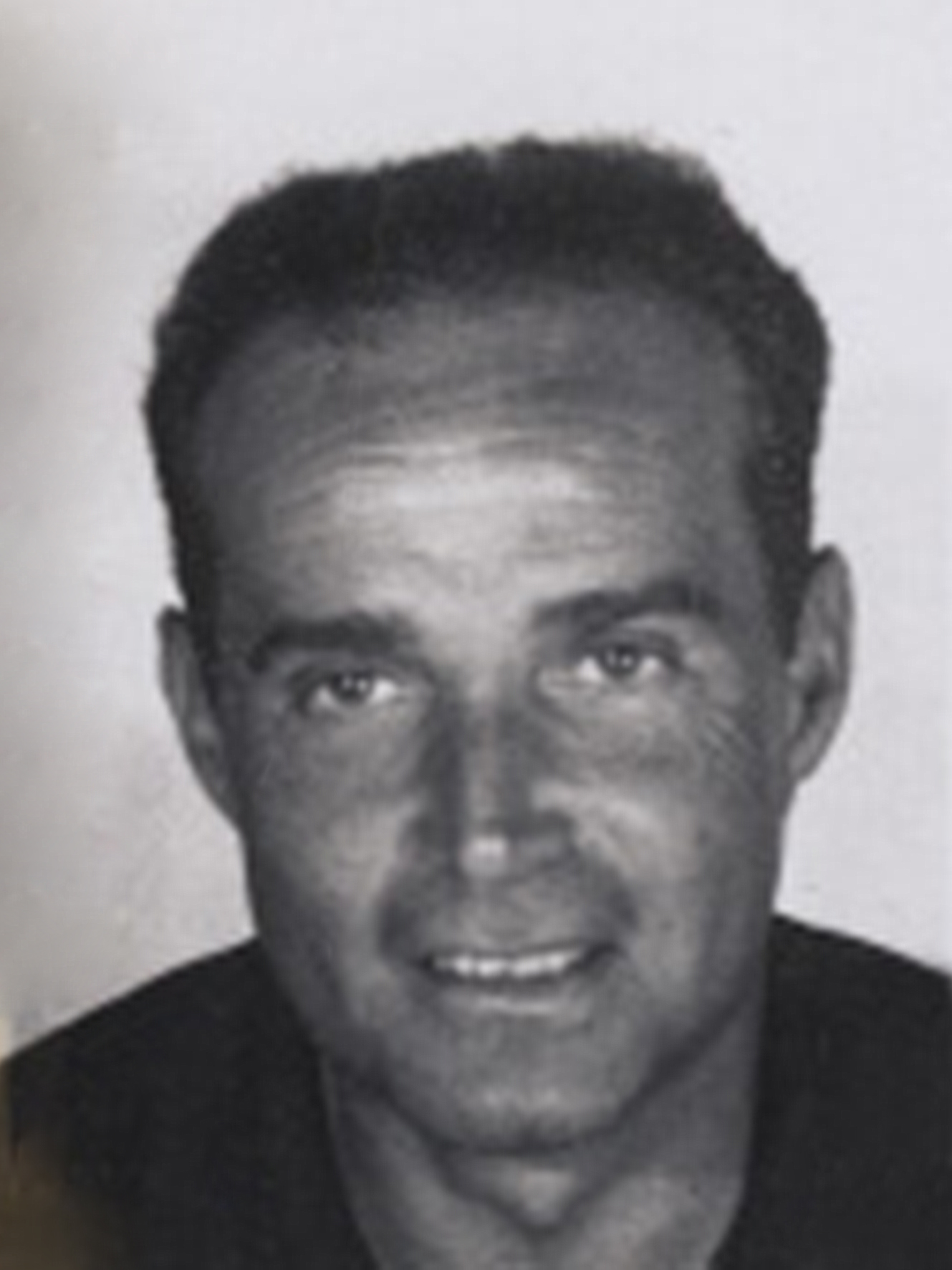
Pierre-Jean Latécoère.

Entre 1981 et 1985, une affaire douanière privée du dirigeant, Pierre-Jean Latécoère, affecte l'image du groupe,,,. Afin de payer l'amende douanière qu'il doit, Pierre-Jean Latécoère introduit en bourse sur le Second Marché de la Bourse de Paris 10 % du capital de Latécoère le 24 septembre 1985,. En 1985, le chiffre d'affaires est réalisé à 50 % par la fabrication de pièces aéronautiques (cabines d’hélicoptères, nez de mirage, inverseurs de poussée, etc.), 30 % par le bureau d'études et 15 % par l'électronique (câblage du Mirage-50, missile anti-sous-marin Malafon...).

#### Reprise du groupe par ses salariés
En 1989, Latécoère est rachetée par ses salariés (RES), et François Junca devient le PDG. L'entreprise conçoit et fabrique alors des aérostructures. La même année, elle fabrique le pavillon de l’A330 et de l'A340 d’Airbus. Selon le journal La Croix « C'est à cette période que Latécoère décolle vraiment, en passant du statut de sous-traitant à celui de partenaire à part entière d'Airbus »,.
En 1997, le bureau d’études BEAT spécialisé dans l’outillage devient filiale à 55 % du groupe Latécoère,. En 1998, Latécoère rachète l’activité câblage électrique embarqué de Fournié Grospaud, donnant ainsi naissance à LATelec (renommé ultérieurement Latécoère Systèmes d’interconnexion) et ouvre une unité de production en Tunisie. LATelec fabrique les meubles avioniques de l’A330/340.
En avril 1998, la RES se termine avec deux ans d'avance et les repreneurs (les salariés, la famille Latécoère et Paribas qui avaient participé au RES), vendent environ la moitié des 70 % du capital qu'ils détiennent en bourse à d'autres investisseurs,,.

#### Fort développement dans les années 2000

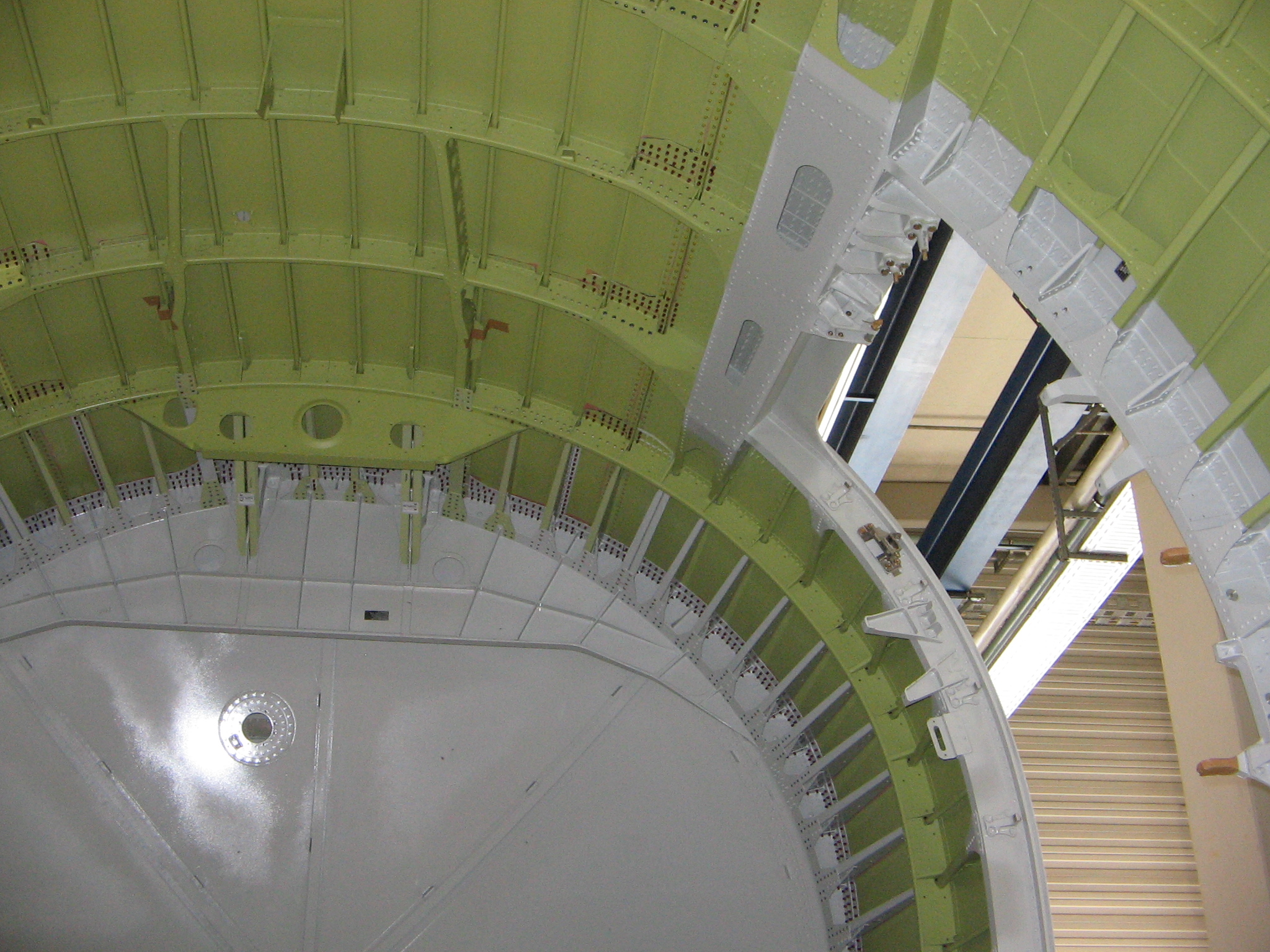
Fuselage intérieur d'un Airbus A340.

En 2000, Latécoère rachète l’ex-avionneur tchèque Letov pour sa branche d'Aérostructures. Parallèlement à cette phase d’internationalisation accrue, l’entreprise gagne le marché du câblage complet du Falcon 7/8X de Dassault Aviation et la réalisation de son fuselage arrière en 2001.
Fin 2001, Latécoère commence la construction d'une usine à Gimont afin de fabriquer un morceau de fuselage de l'Airbus géant A380.
Latécoère ouvre ensuite successivement un nouvel atelier destiné aux aérostructures au Brésil en 2004, afin de se rapprocher de son client Embraer, et une filiale à Hambourg en 2005, notamment pour les études de câblage électrique des aménagements intérieurs de l’A380. Cette même année Boeing confie les portes du 787 à Latécoère – elles sont fabriquées en matériau composite, première dans l’aéronautique. L’entreprise est la seule entreprise française à opérer sur l’aérostructure du Dreamliner. BEAT passe cette même année filiale à 100 % du groupe et devient LATecis.
Mi 2004, 78 % du chiffre d'affaires est réalisé dans les aérostructures (tronçons de fuselage et portes d'avions) et le reste dans les systèmes électriques embarqués (câblages...). Le premier client est Airbus (55 % du chiffre d'affaires) suivi d'Embraer (23 %). Et les commandes équivalent à quatre années de chiffre d'affaires.
En juin 2005, afin d'accélérer sa croissance, Latécoère procède à une augmentation de capital de 64 millions d'euros,.
En 2006, LATelec rachète la Société landaise d’électronique à Liposthey (Landes) en particulier pour la production de câblages du Falcon 7/8X de Dassault Aviation.
En juin 2007, Latécoère est candidat pour acheter deux sites industriels (Méaulte et Saint-Nazaire) d'Airbus en France,. Pour cela, il prévoit une augmentation de capital et la création d'une filiale au Maghreb,. Finalement en mai 2008, le projet échoue,,.

#### Expansion internationale et difficultés financières
En octobre 2008, en proie à des difficultés financières, Latécoère se restructure et délocalise une partie de son activité en dehors de l'Europe. Puis en 2009, l'entreprise perd 91 millions d'euros pour un chiffre d'affaires de 449 millions pour un recul de 34 % par rapport à l'année précédente,. Elle bénéficie toutefois d'une avance de trésorerie de 100 millions d'euros de la part de ses donneurs d'ordres afin d'éviter une faillite. Latécoère ferme une usine en France qui licencie 1 000 employés. Le groupe est trop endetté et doit également renégocier sa dette, ce qui aboutit en mai 2010,. Le mois de la même année, Pierre Gadonneix est nommé à la présidence du conseil de surveillance du Groupe Latécoère. En décembre 2011, la conjoncture s'améliore et la dette de Latécoère est de nouveau comblée.
En 2012, Latécoère crée une filiale mexicaine à Hermosillo, spécialisée à la fois dans le câblage embarqué et les portes,.

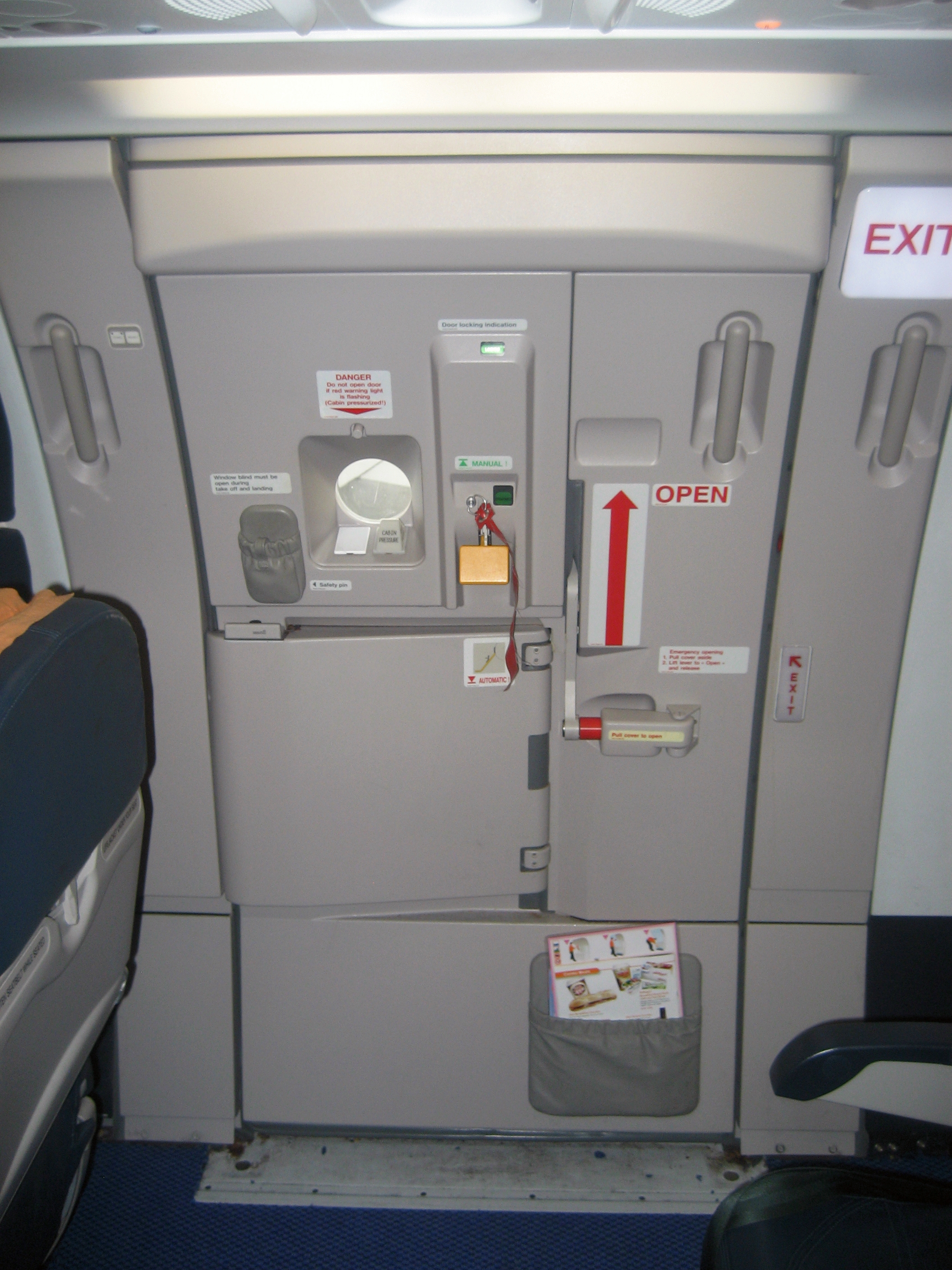
Porte d'Airbus A321.

En 2013, le groupe est sélectionné pour la conception et la fabrication des portes E2 d’Embraer. Latécoère implante au Maroc en 2015, un atelier de câblage pour les programmes Airbus A350 et A320, un investissement de 10 millions d'euros sur cinq ans.
En mai 2015, le Groupe Latécoère est désendetté et recapitalisé par deux fonds américains (Apollo et Monarch) qui détiennent une importante part de sa dette. Celle-ci est abaissée de 278 millions d'euros à 100 millions, car ces fonds convertissent leurs créances en actions,. Ils deviennent ainsi les principaux actionnaires du groupe avec environ 30 % du capital.
Le surendettement du groupe provient initialement des contrats de « partage de risque » avec les avionneurs, notamment selon le journal Les Échos, sur le programme A380. Ces contrats représentent environ deux tiers des contrats de la partie « aérostructure » du groupe. Le principe est le suivant : Latécoère investit les frais de développement importants sur les pièces d'un avion qu'il fabrique. En échange, il est le fournisseur de référence sur la durée de vie de ce modèle d'avion à condition de maintenir un certain niveau de prix.
Le 31 mars 2016, Latecoère Aeroservices est placée en redressement judiciaire. Le 20 décembre de la même année, le groupe cède ses activités Latécoère Services (France, Espagne, Royaume-Uni, Canada, Allemagne) à l'industriel Groupe ADF.
Le 22 mai 2018, Latécoère s'implante en Inde, à Belagavi, où il ouvre une usine de 4 400 m2 destinée à la production de harnais électriques. La même année, le groupe quitte son usine historique située dans le centre de Toulouse pour ouvrir une unité d'usine entièrement automatisée dans la périphérie de la même ville. Ce qui représente un investissement de 47 millions d'euros.
Le 12 septembre 2018, le groupe inaugure une usine de production pour sa division Aérostructures à Plovdiv, en Bulgarie, en présence du Premier Ministre du Ministre de l'économie bulgares. Cette usine se spécialise dans la production de structures de meubles avioniques et de sous-ensembles d'aérostructures.
L'entreprise est rachetée par le fonds d'investissement américain Searchlight Capital Partners en avril 2019. Il rachète les 26 % du capital détenus auparavant par trois autres fonds américains pour 106,8 millions d'euros. En décembre, Searchlight, à la suite d'une OPA qui valorise Latécoère à 365 millions d'euros, détient 65,6 % du capital,,,.
Fin septembre 2020, la direction du groupe annonce des réductions dans le budget à cause de la crise du Covid-19. Latécoère supprime un tiers de ses effectifs en France soit 475 postes,. En 2020, le chiffre d'affaires du groupe est de 413 M€ (en baisse de 42 %, principalement en raison de la baisse des cadences des principaux avionneurs à cause de la crise du Covid-19). Le groupe subit une perte de 190 M€.

#### Rebond et contribution à la consolidation de la filière dans les années post-Covid
En 2021, le fonds d'investissement américain Searchlight Capital Partners, principal actionnaire de Latécoère, procède à une augmentation de capital de 193 M€. Latécoère obtient également 130 M€ de prêts garantis par l'État (PGE).
À l'été 2021, le groupe opère le déménagement de ses équipes centrales sur un nouveau bâtiment moderne regroupant notamment la recherche et le développement, les bureaux d'études, les programmes et le support à la production. Ce nouveau centre de décision et d'innovation réunit pour la première fois sur un même site toulousain les deux divisions du groupe afin de gagner en efficacité opérationnelle.
En septembre 2021, le groupe est sélectionné par la start-up suédoise Heart Aerospace pour développer toutes les portes de l'ES-30, un nouvel avion régional hybride-électrique.
Le groupe rachète en 2021 pour un montant annoncé de 30 M€ la société belge Technical Airborne Components, spécialisée dans la production de bielles aéronautiques, ainsi que la société mexicaine Shimtech de Mexico, spécialisée dans le composite. En mai 2022, il acquiert Malaga Aerospace, Defense & Electronics Systems (MADES), une société espagnole de 100 personnes et 100 M€ de chiffre d’affaires, spécialisée dans la fabrication de produits électroniques pour les cartes de circuits imprimés,. En novembre 2022, il procède également à l'acquisition de l'équipementier canadien Avcorp Industries qui intervient dans le secteur de la défense, notamment sur le programme F-35 de Lockheed Martin, et quelques mois plus tard à l'acquisition d'un site de production de pièces élémentaires de Figeac Aero à Hermosillo, au Mexique.
En décembre 2021, le groupe annonce avoir été sélectionné par Dassault Aviation pour la production des portes passagers du Falcon 10X, un nouvel avion d'affaires développé par l'avionneur français. En février 2022, le groupe annonce de nouveaux contrats dans le secteur spatial avec le constructeur Airbus, pour les programmes Eurostar Neo, Galileo et OneSat. L'équipementier conçoit et intègre des harnais électriques pour les trois projets européens.
En février 2023, le groupe annonce une réorganisation de ses activités industrielles toulousaines (Haute-Garonne). Il prévoit la délocalisation d'une partie des activités de production à faible valeur ajoutée de l'usine de Toulouse-Montredon vers ses sites du Mexique et de République tchèque, et la fermeture du site de Labège dont les activités seront réparties sur d'autres sites de la métropole toulousaine (Toulouse, Colomiers). La délocalisation de 109 emplois et de lignes de production automatisées devrait se produire avant fin 2024. En parallèle, le groupe inaugure en septembre 2023 sur le site industriel de Toulouse-Montredon un Centre de Développement Composites, à proximité des bureaux d'études du groupe, et destiné à développer des technologies innovantes pour la prochaine génération d'avions, et notamment pour l'aviation décarbonée.
En novembre 2023, le groupe complète une augmentation de capital de 124,4 M€ en vue de renouer avec la rentabilité et d'accompagner la montée des cadences de production, en réponse à la forte croissance du secteur aéronautique.
Au cours de l'année 2023, le groupe annonce de nouveaux contrats avec ses clients historiques dont Boeing pour les programmes 737 Max et 767, et avec de nouveaux partenaires dont Honda Aircraft Company pour le programme Echelon, Deutsche Aircraft pour le programme D328eco et Boom Supersonic pour le programme Overture.
Début 2024, le groupe est sélectionné par le motoriste Pratt & Whitney pour fournir un assemblage composite structurel du démonstrateur de vol hybride-électrique de RTX. Eve Air Mobility, filiale de l'avionneur brésilien Embraer, sélectionne également Latecoere pour la conception et la production des portes de son taxi aérien (eVTOL) en cours de développement.

## Activités
Le groupe conçoit, développe et produit des équipements aéronautiques dont des aérostructures (portes et tronçons de fuselage) et des systèmes d'interconnexion (harnais électriques, meubles avioniques, systèmes embarqués). En plus de ses activités de recherche, de conception et de production, il délivre également des services au client (support de production et maintenance aéronautique).
Le groupe intervient notamment sur les programmes A320, A330, A350, A380 et A400M d'Airbus ; 737, 767 et 777 et 787 de Boeing ; Rafale et Falcon 6X/7X/8X/10X de Dassault Aviation ; E1, E2 et Praetor d'Embraer ; Global et Challenger de Bombardier ; et F-35 de Lockheed Martin.
Le groupe est régulièrement mis en avant pour ses efforts d'innovation et ses investissements en recherche et développement. L'INPI (Institut National de la Propriété Intellectuelle) le distingue depuis plusieurs années comme l'ETI la plus innovante de la région Occitanie, en lien avec le nombre de brevets qu'il dépose chaque année. Ses activités de R&D visent à proposer des solutions aux avionneurs pour la décarbonation de l'aviation, notamment par le biais de l'allégement du poids des aéronefs : matériaux composites, fibres optiques, etc.
Le chiffre d'affaires 2023 du groupe est de 615 millions d'euros, réalisé entre les divisions aérostructures (61%) et les systèmes d'interconnexion (39%). Au 31 décembre 2023, il emploie 5 497 personnes dans 14 pays.
|                                          | 1994 | 1995 | 1998 | 2002 | 2003 | 2005 | 2008 | 2009 | 2010 | 2011 | 2012 | 2013 | 2014 | 2015 | 2016 | 2017 | 2018 | 2019 | 2020 | 2021 | 2022 | 2023 |
| ---------------------------------------- | ---- | ---- | ---- | ---- | ---- | ---- | ---- | ---- | ---- | ---- | ---- | ---- | ---- | ---- | ---- | ---- | ---- | ---- | ---- | ---- | ---- | ---- |
| Chiffre d'affaires (en millions d'euros) |      |      | 163  | 168  | 196  | 355  | 684  | 449  | 464  | 576  |      | 621  |      | 712  | 655  | 652  | 659  | 713  | 413  | 379  | 468  | 615  |
| Résultat Net (en millions d'euros)       |      |      | 9    |      | 14   | 20   | -7   | -91  | 30   | 7    | 3    | -80  | -13  | 2    | -19  | 3    | 6    | -33  | -190 | -112 | -127 | 6    |
| Nombre d'employés                        | 618  | 664  |      |      |      | 3053 |      |      | 3700 |      |      | 4616 |      | 5000 |      |      |      |      |      | 4764 | 5918 | 5497 |

### Actionnariat
À la suite de l'augmentation de capital de l'été 2021, le principal actionnaire du Groupe Latécoère devient le fonds d'investissement américain Searchlight Capital Partners qui détient alors 75,4 % du capital,. Cette part passe à 86,9 % à l'issue d'une nouvelle augmentation de capital opérée avec succès en 2023.